# Westside Connection
Westside Connection foi um supergrupo de gangsta rap dos Estados Unidos. O grupo foi formado por Ice Cube, Dub-C e Mack 10 e esteve ativo de 1995 a 2005, quando Mack 10 saiu da banda devido a conflitos com Ice Cube.
O Westside Connection começou a cantar junto em 1994, aparecendo no álbum de estreia de Mack 10, Mack 10, na canção Westside Slaughterhouse. Algum tempo depois, o grupo juntou forças novamente, desta vez aparecendo no álbum de WC and the Maad Circle Curb Servin', na canção West Up!. Na época a banda já havia começado a trabalhar no seu álbum de estreia, Bow Down, que foi lançado em 22 de Outubro de 1996.
Em 2008, surgiram rumores de que o rapper The Game viria a substituir Mack 10 no Westside Connection, mas esses não passaram de meros rumores.
Dentre os maiores sucessos do trio estão as músicas Bow Down, Gangstas Make the World Go Round, Let It Reign, It's the Holidaze, Gangsta Nation, King of The Hill e Hoo Bangin'
Rappers como K-Dee, Nate Dogg e Butch Cassidy e outros grupos de gangsta rap como The Comrads e Allfrumtha I já trabalharam ao lado do trio.

## Discografia
| Ano  | Título            | Paradas musicais | Paradas musicais       | Vendas e Certificações RIAA |
| Ano  | Título            | Billboard 200    | Top R&B/Hip hop Albums | Vendas e Certificações RIAA |
| ---- | ----------------- | ---------------- | ---------------------- | --------------------------- |
| 1996 | Bow Down          | 2                | 1                      | Platina (1.700.000 cópias)  |
| 2003 | Terrorist Threats | 16               | 3                      | Ouro (679.000 cópias)       |